# Henry Caine
Henry Caine (n. 19 iunie 1888, Royal Leamington Spa, Anglia, Regatul Unit al Marii Britanii și Irlandei – d. 9 iulie 1962, Hayle, Anglia, Regatul Unit) a fost un actor englez din perioada filmului mut.

## Filmografie selectivă
- The Temporary Widow (1930)
- Dreyfus (1931)
- The Shadow Between (1931)
- Goodbye, Mr. Chips (1939)
- The Curse of the Wraydons (1946)
- Hungry Hill (1947)
- The Small Back Room (1949)
- That Dangerous Age (1949)
- Private Information (1952)
- The Green Scarf (1954)
- Children Galore (1955)
- The Secret (1955)
- The Curse of Frankenstein (1957)